# AK-725
Die AK-725 (Die Abkürzung AK steht für Артиллерийский комплекс (Artillerijskij kompleks; dt.: Artilleriekomplex)) oder auch ZIF-72 war ein vollautomatisches doppelläufiges Schiffsgeschütz aus sowjetischer Produktion.
Die Kanone war zum Einsatz gegen Kriegsschiffe und zum Küstenbeschuss vorgesehen. Sie hatte im Gegensatz zu vergleichbaren Geschützen der NATO ein etwas kleineres Kaliber, dafür aber eine sehr hohe Kadenz von 200 Schuss pro Minute. Die Munition wurde über Gurte zugeführt. Als Feuerleiteinrichtung wurde das Radarsystem MR-103 „Bars“ (NATO-Codename: Muff Cob) verwendet. Im Notfall konnte das Geschütz allerdings auch von Hand bedient werden.
Die AK-725 wurde von 1956 bis 1988 produziert und von der sowjetischen Marine sowie den anderen Seestreitkräften des Warschauer Pakts verwendet.

## Einsatz
Das Geschütz wurde unter anderem auf folgenden Schiffen verwendet:
- Moskwa-Klasse
- Kresta-I-Klasse
- Kresta-II-Klasse
- Nanuchka-I-Klasse
- Grischa-Klasse (Grischa I II und III)
- Turya-Klasse
- Projekt 775 (Ropucha I)
- Projekt 1171
- Beresina, Einzelschiff der Pegaz-Klasse, Projekt 1859
- Ugra-Klasse, Projekt 1886
- Boris-Tschilikin-Klasse, Projekt 1559-W
- Poti-Klasse, Projekt 204